# マルバチシャノキ

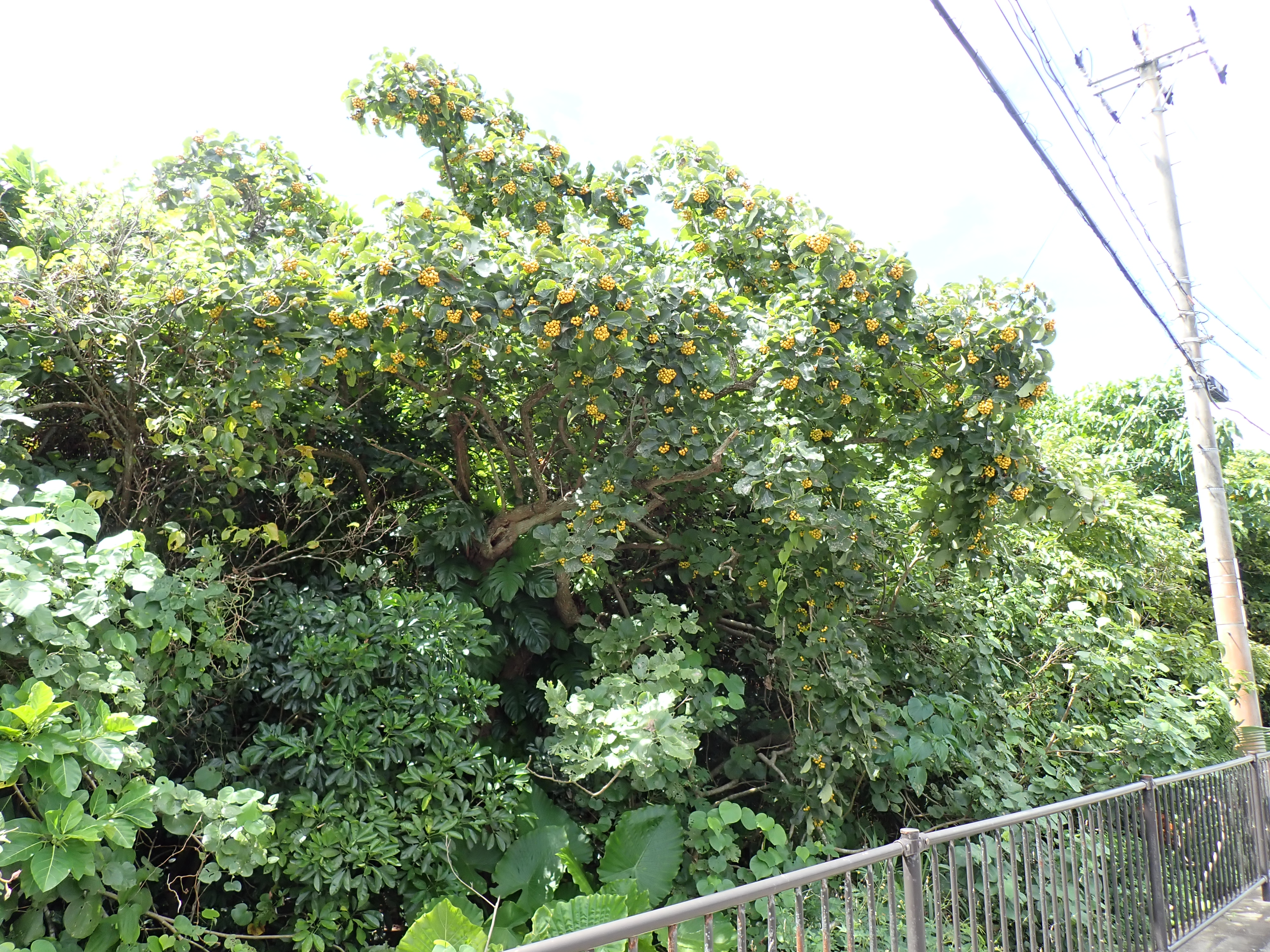
マルバチシャノキ（2024年7月 沖縄県石垣市）

マルバチシャノキ（丸葉萵苣木、学名：Ehretia dicksonii）はムラサキ科チシャノキ属の落葉小高木。IUCNレッドリストLC（低危険種）。環境省レッドリストには掲載されていないが、千葉～鹿児島の太平洋側各県で絶滅危惧種に指定されている。

## 特徴
高さ5–10 mほど。葉は大型の楕円形～広卵形で互生し、長さ8–20 cm、葉身は厚く、縁に粗い鋸歯をもち、葉表には剛毛が多くざらつき、葉裏は細毛が多く、葉脈が隆起して網目が目立つ。花冠は黄白色の漏斗型で径1 cm、先が5つに裂け、裂片は反り返る。散房花序を形成し、春に開花する。花には良い香りがある。果実は卵形、径2 cmほどで夏に黄色く熟し、バナナに似た香りを持ち、生食可能。樹皮は灰白色でコルク層が発達し深く裂ける。

## 分布と生育環境
関東地方、四国、九州、南西諸島にやや稀にみられ、台湾、中国などにも分布。海岸の石灰岩地や低木林に生育するが、自生地は限られる。日当たりの良い肥沃地を好む。植栽や逸出野生化もあり、純粋な自生と区別が難しいことがある。

## 利用
建築用材、公園緑化用。新芽や果実は食用になる。剪定耐性が弱く、自然樹形とする。病虫害は少ないが、カイガラムシがつく。繁殖は実生による

## 近縁種
葉が長楕円形で果実が径5 mmと小さいチシャノキ E. acuminata var. obovataは中国地方・四国・九州～先島諸島に、果実が赤褐色のリュウキュウチシャノキ E. philippinensisは先島諸島に、低木で葉が2–5 cmと小型のフクマンギ E. microphyllaが奄美群島～先島諸島にそれぞれ分布する。